# Jelle van Gorkom
Jelle van Gorkom (ur. 5 stycznia 1991 w Doetinchem) – holenderski kolarz BMX, wicemistrz olimpijski, dwukrotny medalista mistrzostw świata.

## Kariera
Największy sukces w karierze Jelle van Gorkom osiągnął w 2011 roku, kiedy zdobył srebrny medal w jeździe na czas podczas mistrzostw świata w Kopenhadze. W zawodach tych wyprzedził go jedynie Norweg Andrè Fosså Aguiluz, a trzecie miejsce zajął Australijczyk Brian Kirkham. Ponadto na mistrzostwach świata w Taiyuan w 2008 roku, gdzie zajął trzecie miejsce w cruiserze juniorów. W 2012 roku wziął udział w igrzyskach olimpijskich w Londynie, ale nie awansował do finału. Cztery lata później w Rio de Janeiro zdobył srebrny medal olmpijski.